# El-Muvetta
El-Muvetta (ar. الموطأ) knjiga je Imama Malika koja spada u jednu od najpoznatijih hadiskih zbirki u islamskom svijetu, obuhvaća pitanja koja se odnose na pravo, teologiju i druge discipline. Na njoj je imam Malik aktivno radio oko 11 godina, i to od 770. do 781. godine. U doradu djela utrošio je punih 40 godina.. Razlog nastajanja je bio je prijedlog halîfe Ebu Džafera El-Mensura, koji je prilikom obavljanja Hadža, sreo imama Malika i predložio mu da napiše djelo koje će biti "između Ibn Omerove strogosti i Ibn Abassove popustljivosti". 
On je napisao ovo djelo i nazvao ga "Muvetta". Sam Malik navodi zbog čega je ovom djelu dao ime "Muveta". On kaže: "Ovo sam djelo dao na uvid sedamdeseterici medinskih pravnika, koji su knjigu pregledali, ocijenili i dostavili primjedbe, pa sam ga zato i nazvao El-Muveta-Utrti put".

## Format knjige
U Muvetta se nalazi ukupno 1720 hadisa, zajedno s citatima ashaba i tabiina. Od tog broja 600 su "musned predaje", 228 "mursel predaje", 613 "mevkuf predaje" i 285 izreke tabiina. Ovo djelo, uz hadise, tretira i brojna fikhska pitanja. El-Ketanî tvrdi da Malik u knjizi obrađuje oko 3000 šerijatsko-pravnih pitanja. 
Islamski učenjaci su se razišli u pogledu autentičnosti predaja u ovom djelu. Tako ga neki preferiraju u odnosu na "Sahih Buhari" i "Sahih Muslim", drugi ga izjednačavaju s ova dva najpoznatija hadiska djela, a treći smatraju da su merfu i mutesil predaje u ovom djelu ravne predajama navedena dva Sahiha, dok predaje koje nisu takve, nisu na tom nivou. Međutim, većina islamskih učenjaka, obzirom na postojanje velikog broja citata ashaba, tabiina i Malikovih promišljanja, svrstavaju ga odmah nakon Sahiha Buharije i Muslima, što je, po njima, i najispravnije. 
Budući da navode iz ovog djelo prenosi veliki broj učenjaka, ono se vrlo brzo proširilo van granica Medine i stiglo do najudaljenijih područja tadašnje islamske države.

## Osvrti
Veliki broj osvrtav napisan je u vezi s ovim najznačajnijim Malikovim djelom. Od brojnih osvrta ističu se:
- 1. "Et-Temhidu lima fil Muvetta minel meani vel esanid", autor Ibn Abdulber (umro 1085. god.)
- 2. "El-Istizkaru lima fil Muveta minel meani vel eser", isti autor,
- 3. "El-Munteka fî šerhi Muveta imami daril hidžre", autor Ebi-l-Velîd Badži, (umro 1096. god.)
- 4. "Tenvîrul havalik, ala šerhi Muvetai Malik", autor imam Es-Sujutî,
- 5. "Šerhu Zerkani ala Muvetai Malik", autor Muhamed Abdulbaki ibn Jusuf El-Zerkani (umro 1122.),
- 6. "El-Museva fi šerhi El Muveta", autor Ahmed Velijulah El Dehlevi,
- 7. "Evdžuzul mesalik ila šerfhi Muvetai Malik", autor Muhamed Zekerija El-Kandehlevî.